# Bombylius albopenicillatoides
Bombylius albopenicillatoides är en tvåvingeart som först beskrevs av Hall och Neal L. Evenhuis 1981.  Bombylius albopenicillatoides ingår i släktet Bombylius och familjen svävflugor. Inga underarter finns listade i Catalogue of Life.